# Ginnastica artistica ai XXII Giochi del Commonwealth
Le competizioni di ginnastica artistica ai XXII Giochi del Commonwealth si sono svolte dal 29 luglio al 2 agosto 2022.

## Podi

### Uomini
| Evento                 | Oro              | Argento              | Bronzo               |
| Gara a squadre         | Inghilterra      | Canada               | Cipro                |
| All-Around individuale | Jake Jarman      | James Hall           | Marios Georgiou      |
| Corpo libero           | Jake Jarman      | Félix Dolci          | Giarnni Regini-Moran |
| Cavallo con maniglie   | Joe Fraser       | Rhys McClenaghan     | Jayson Rampersad     |
| Anelli                 | Courtney Tulloch | Sokratis Pilakouris  | Chris Kaji           |
| Volteggio              | Jake Jarman      | Giarnni Regini-Moran | James Bacueti        |
| Parallele              | Joe Fraser       | Giarnni Regini-Moran | Marios Georgiou      |
| Sbarra                 | Ilias Georgiou   | Tyson Bull           | Marios Georgiou      |

### Donne
| Evento                 | Oro                | Argento          | Bronzo             |
| Gara a squadre         | Inghilterra        | Australia        | Inghilterra        |
| All-Around individuale | Georgia Godwin     | Ondine Achampong | Emma Spence        |
| Volteggio              | Georgia Godwin     | Laurie Denommée  | Shannon Archer     |
| Parallele asimmetriche | Georgia-Mae Fenton | Georgia Godwin   | Caitlin Rooskrantz |
| Trave                  | Kate McDonald      | Georgia Godwin   | Emma Spence        |
| Corpo libero           | Alice Kinsella     | Ondine Achampong | Emily Whitehead    |